# 苔色
苔色（こけいろ）は、苔のように落ち着いた彩度を抑えた黄緑色のこと。英名はモスグリーン（Moss Green）。

## 歴史
江戸時代の染色では、近い系統で柳茶色や海松色があるが、苔色そのものの名は明記されておらず、萌黄色と同色に扱われることが多い。平安文学に登場する苔や苔衣（こけのきぬ）は、この時代の僧侶や世捨人の粗末な衣服を示す。苔色が染色として明確化され、愛用されだしたのは明治〜昭和にかけてである。昭和20年代には流行色となった。